# Down the Dustpipe
Singles de Status Quo
The Price of Love
(1969) In My Chair
(1970)
Down the Dustpipe est un single du groupe de rock anglais Status Quo.

## Historique
Ce single est sorti le 6 mars 1970 sur le label Pye Records et a été produit par John Schroeder.
Il a été composé par le compositeur Néo-Zélandais Carl Grossman et il sera le premier titre qui indiquera la nouvelle direction musicale du groupe qui abandonnera le rock psychédélique pour le boogie rock. Le titre de la face B, Face Without a Soul provient de l'album Spare Parts.
Ce titre marquera le retour de Status Quo dans les charts britanniques où il se classera à la 12e place le 4 juillet 1970. Il restera 17 semaines dans les charts.
Il faudra attendre la parution de la première compilation de Status Quo, The Best of Status Quo en 1973 pour voir ce titre apparaitre sur un album. Il sera réenregistré en 2003 pour l'album Riffs.

## Liste des titres
- Face A: Down the Dustpipe (Carl Grossman) - 2:03
- Face B: Face Without a Soul (Francis Rossi / Robert Young) - 3:07

## Musiciens du groupe
- Francis Rossi : chant, guitare solo
- Rick Parfitt : guitare rythmique, chœurs.
- Alan Lancaster : basse.
- John Coghlan : batterie, percussions.
- Roy Lynes : claviers

avec
- Robert Young : harmonica

## Charts
| Date       | Chart            | durée du classement | Position |
| ---------- | ---------------- | ------------------- | -------- |
| 02/05/1970 | UK Singles Chart | semaines            | 8e       |